# جيامباولو كالزي
جيامباولو كالزي (بالإيطالية: Giampaolo Calzi)‏ لاعب كرة قدم إيطالي في مركز خط الوسط (ولد في فاريزي يوم 9 سبتمبر 1985).

## روابط خارجية
- جيامباولو كالزي على موقع قاعدة بيانات كرة القدم.إي يو (الإنجليزية)
- جيامباولو كالزي على موقع Soccerway.com (الإنجليزية)